# Cacoxenus vlasovi
Cacoxenus vlasovi är en tvåvingeart som först beskrevs av Oswald Duda 1934.  Cacoxenus vlasovi ingår i släktet Cacoxenus och familjen daggflugor.
Artens utbredningsområde är Mongoliet. Inga underarter finns listade i Catalogue of Life.